# Robert W. Scott
Robert Walter "Bob" Scott, född 13 juni 1929 i Haw River i North Carolina, död 23 januari 2009 i Haw River i North Carolina, var en amerikansk demokratisk politiker. Han var viceguvernör i North Carolina 1965–1969 och delstatens guvernör 1969–1973. Han var son till W. Kerr Scott som var North Carolinas guvernör 1949–1953.
Scott avlade kandidatexamen vid North Carolina State University och tjänstgjorde sedan i USA:s armé 1953–1955. Efter fyra år som viceguvernör tillträdde han 1969 som guvernör. Under Scotts tid som guvernör förekom det motstånd mot intergreringen av skolorna i North Carolina. Scott var en förespråkare för afroamerikanernas medborgerliga rättigheter och vid behov kallade han in nationalgardet för att säkerställa ordningen. Guvernörens residens renoverades och andra historiska platser i North Carolina fick den historieintresserade guvernörens uppmärksamhet. Skapandet av det delstatliga universitetssystemet var en betydande utbildningspolitisk reform under Scotts mandatperiod.